# غريغوري كولمان
غريغوري كولمان (بالإنجليزية: Gregory Coleman)‏ هو عازف الغيتار الكلاسيكي أمريكي، ولد في 29 يونيو 1949 في لوس أنجلوس في الولايات المتحدة، وتوفي في 16 سبتمبر 2005 في Trabuco Canyon, California ‏ في الولايات المتحدة بسبب ورم ميلانيني.